# Beda Weller
Beda Weller OSB (* 26. November 1656 in Brunskappel; † 14. Mai 1711) war von 1709 bis 1711 Abt des Klosters Grafschaft.

## Leben
Er legte am 23. Juni 1680 die Profess ab und wurde am 17. September 1680 zum Priester geweiht. Im Januar 1686 wurde er zum Lektor berufen. Seit November 1688 war er Novizenmeister. Ab 1693 war er Pastor in Schmallenberg. Am 5. Oktober 1709 wurde er zum Abt gewählt. Zum Abt benediziert wurde er durch Weihbischof Johann Werner von Veyder.
Begraben wurde er im Chor der Klosterkirche neben Abt Johannes.